# Демьянушко, Ирина Вадимовна
Ири́на Вади́мовна Демья́нушко (род. 16 августа 1939) — советский и российский учёный, доктор технических наук, профессор, академик общероссийской общественной организации «Российская академия транспорта» (РАТ), Заслуженный деятель науки и техники РФ.

## Биография
Отец — Бидерман, Вадим Львович.
Окончила МВТУ им. Баумана по специальности «Гидромашины и гидроавтоматика» (1963) и заочную аспирантуру ЦИАМ, в 1967 году защитила диссертацию на соискание ученой степени кандидата технических наук.
С 1963 г. работала в Центральном институте авиационного моторостроения (ЦИАМ имени П. И. Баранова), с 1967 года начальник отдела прочности роторов авиационных двигателей. Одновременно в 1968—1983 преподавала на кафедре упругости и пластичности МФТИ, созданной при ЦИАМе.
В 1967 г. защитила кандидатскую диссертацию на тему «Расчет на прочность центробежных рабочих колес турбонасосных агрегатов».
В 1981 г. защитила докторскую диссертацию.
С 1983 г. профессор кафедры строительной механики МАДИ по совместительству, а с 1985 г. полностью перешла в МАДИ на должность заведующего кафедрой.
Автор и соавтор 10 монографий, имеет 8 авторских свидетельств на изобретения.
Указом президента от 24 июля 1995 года за заслуги в научной деятельности Ирине Демьянушко присвоено почётное звание «Заслуженный деятель науки и техники Российской Федерации».

## Избранные публикации
Публикации:
- Демьянушко И. В., Великанова Н. П. Прочность и долговечность дисков авиационных двигателей и энергетических установок : учебное пособие для студентов высших учебных заведений. — Казань: Изд-во Казанского гос. технического ун-та, 2008. — 143 с. — ISBN 978-5-7579-1207-3.
- Демьянушко, Ирина Вадимовна. Расчет на прочность вращающихся дисков. — М.: Машиностроение, 1978. — 247 с.